# Kanaal van Schlemm

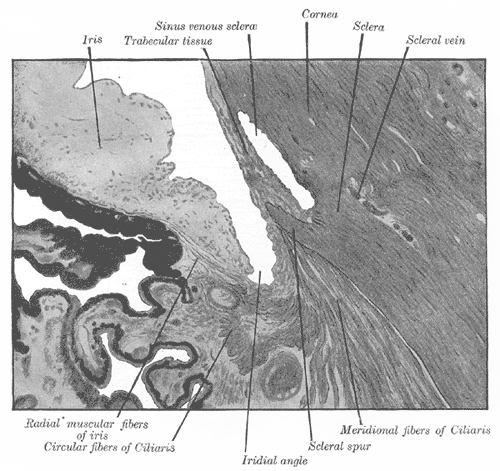
Detail van de iridocorneale hoek met daarin het kanaal van Schlemm, hier aangeduid met de Latijnse naam sinus venosus sclerae

Het kanaal van Schlemm (wetenschappelijke naam: sinus venosus sclerae) is een circulair kanaal in het oog dat ligt op de scheidingslijn tussen hoornvlies en sclera, daar waar zich ook de iridocorneale hoek bevindt. Het neemt het kamerwater afkomstig uit de voorste oogkamer op en brengt het terug in de bloedcirculatie.
Het kanaal is vernoemd naar de Duitse anatoom Friedrich Schlemm (1795-1858) uit Salzgitter. Ook de Italiaanse fysioloog en natuurwetenschapper Felice Fontana (1730-1805) wordt met het kanaal in verband gebracht. De naam kanaal van Fontana is, ook al heeft Fontana het kanaal hoogstwaarschijnlijk eerder ontdekt, minder gebruikelijk. Verwarring is namelijk mogelijk met de aangrenzende ruimten van Fontana.